# ستيف توسان
ستيف توسان (بالإنجليزية: Steve Toussaint)‏ هو ممثل بريطاني، ولد في 22 مارس 1965 في المملكة المتحدة.

## أعمال

### أفلام
- (1995) القاضي دريد[3][4]

## وصلات خارجية
- ستيف توسان على موقع IMDb (الإنجليزية)
- ستيف توسان على موقع ألو سيني (الفرنسية)
- ستيف توسان على موقع ميوزك برينز (الإنجليزية)
- ستيف توسان على موقع أول موفي (الإنجليزية)
- ستيف توسان على موقع قاعدة بيانات الأفلام السويدية (السويدية)
- ستيف توسان على موقع قاعدة بيانات الفيلم (الإنجليزية)
- ستيف توسان على موقع كينوبويسك (الروسية)